# 金山老街

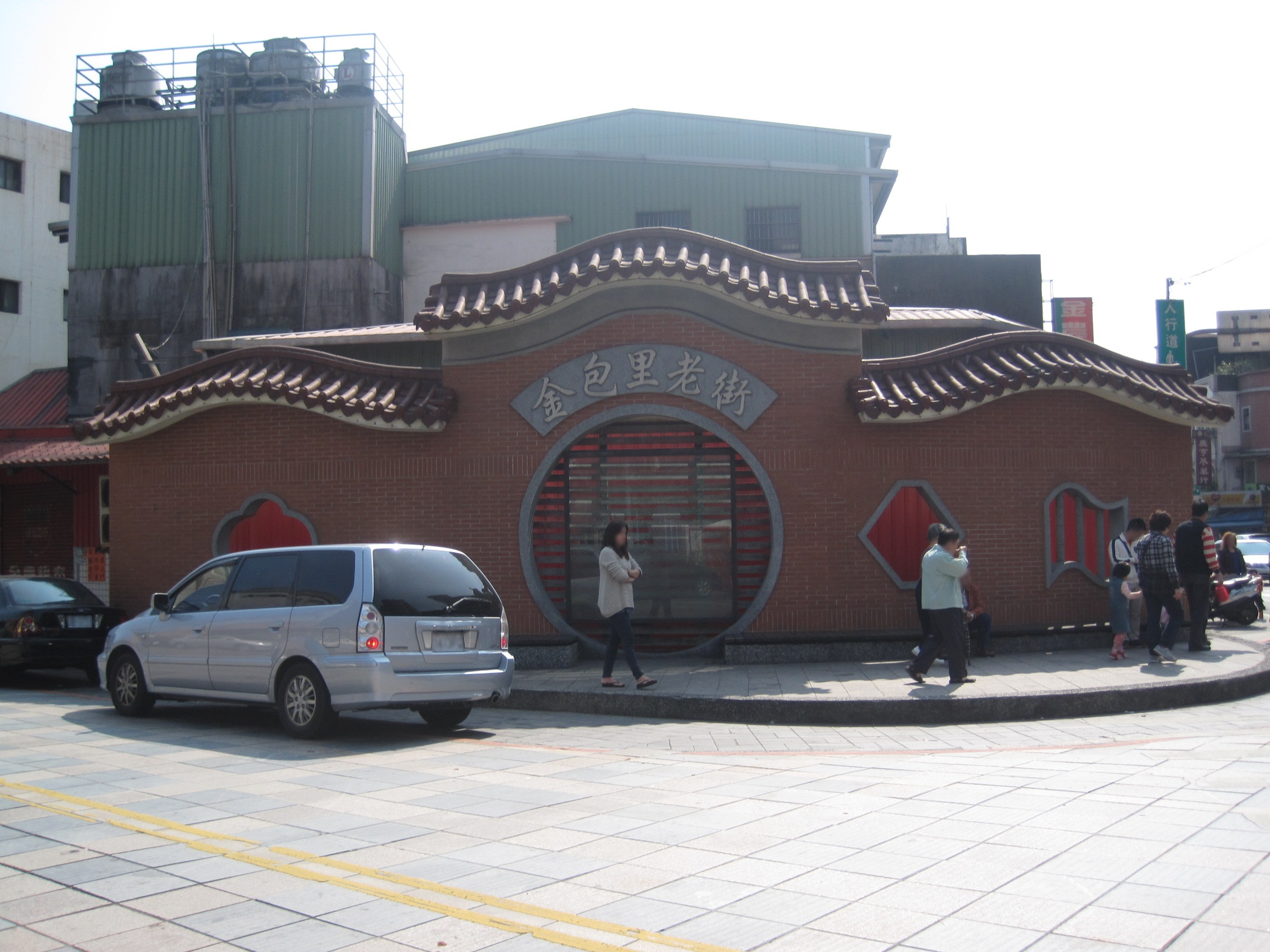
金包里老街造景

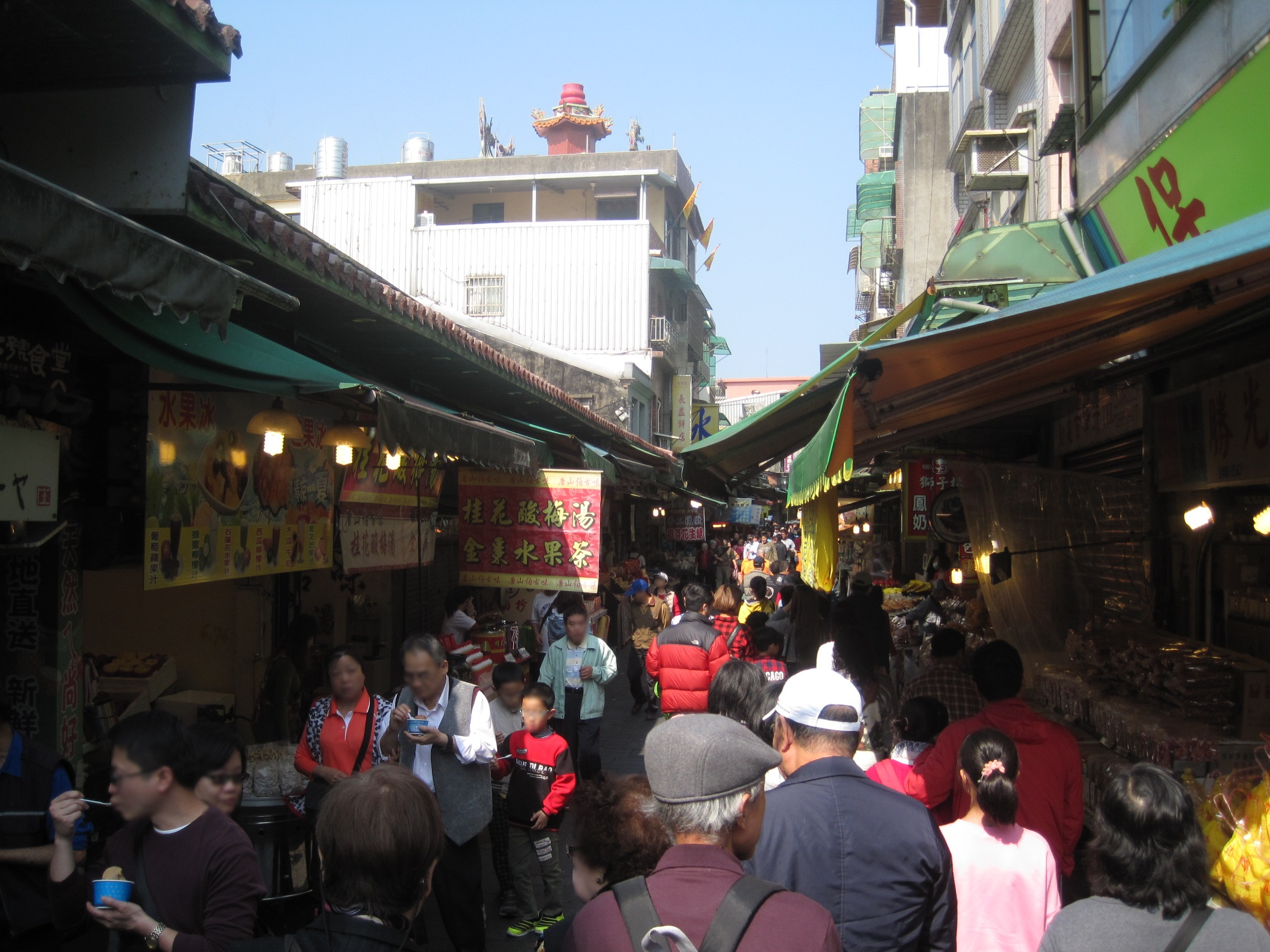
金包里街人山人海之盛況

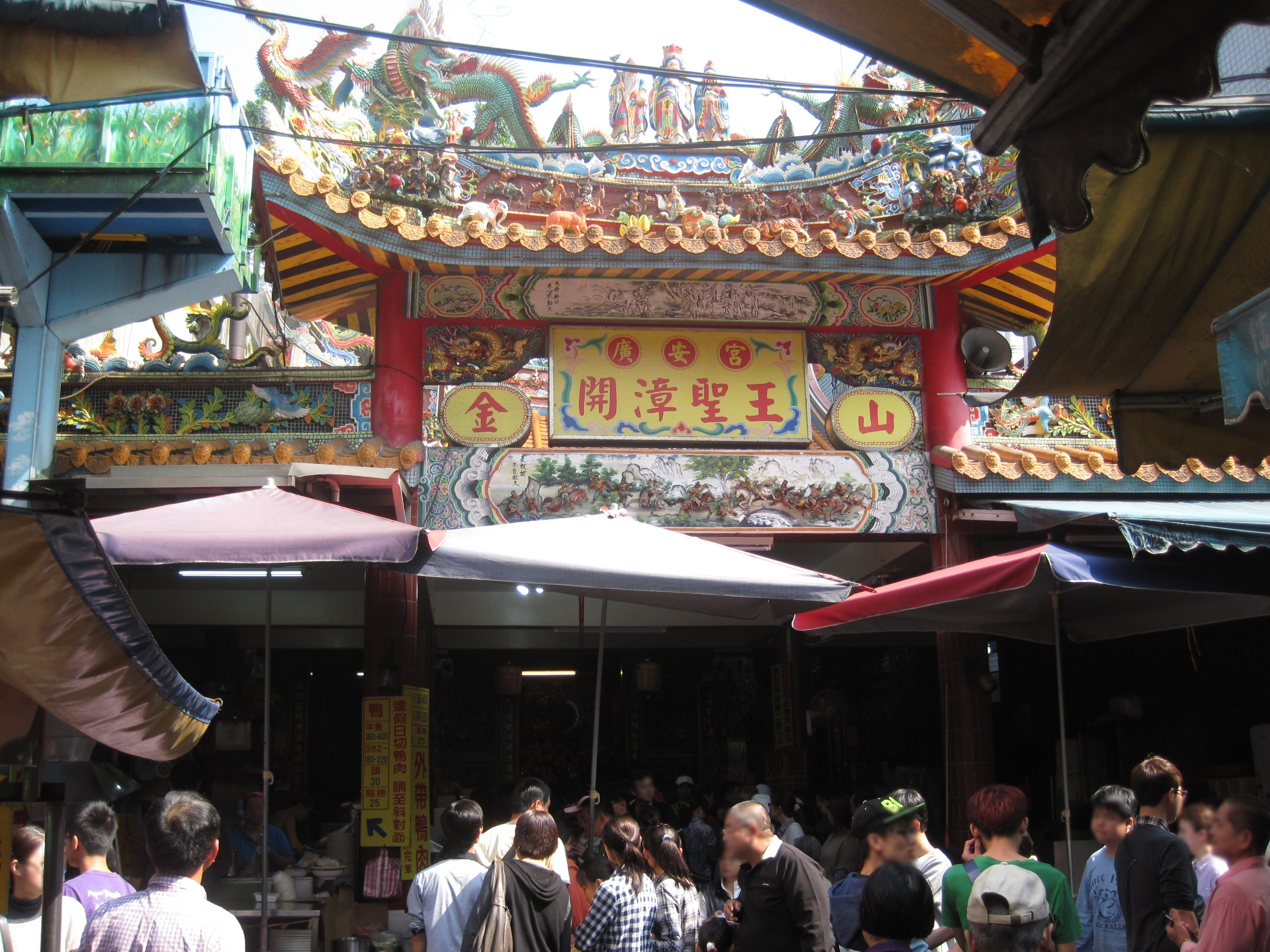
位於金包里街的中央的金山廣安宮。

金山老街位於台灣新北市金山區，又稱金包里老街，周邊商圈包含福德街、中山路190巷、中山路路段。
老街上其中以「金包里」鴨肉最為出名，也有代表性建築──金山廣安宮（開漳聖王廟）、金山慈護宮（媽祖廟）。假日有鄉土協會志工做文史導覽，讓遊客更進一步了解金山；而每年八月公所舉辦「金山番薯節」。

## 觀光資源
週邊除金山溫泉外，亦有人文景點如廣安宮、慈護宮，兩百年歷史的古厝－下瓦厝、黃氏古厝、金山舊機場。自然景點則有獅頭山公園、燭臺雙嶼、金山八景等，另外附近亦有遊憩景點如金山青年活動中心、法鼓山、朱銘美術館、魚路古道等。

## 外部連結
- 金山老街(金包里老街)-新北市觀光旅遊網 （页面存档备份，存于）
- 交通部觀光局 北海岸及觀音山國家風景區管理處-觀光資訊網-玩樂景點-區域導覽-金山區-金包里老街 （页面存档备份，存于）